# 平和堂石山
平和堂石山（へいわどういしやま）は、滋賀県大津市松原町にある平和堂の総合スーパーである。ここでは、当店の前身となる平和堂石山店（へいわどういしやまてん）に関する解説も行う。

## 店舗
「MY日・集居・健幸」をコンセプトとしている。「石山の街を明るく元気に」をスローガンにイベントを毎日開催し、SNSを毎日更新する。

### 構造
建物構造は4層で、売場は1階から3階まで。売場面積は9,060平方メートルで、平和堂の総合スーパーとしてはコンパクトなサイズである。
店内の構成としては1階は食料品、2階は衣料品・化粧品、3階は生活雑貨・キッズなどの売り場を展開している。2021年1月時点で、総取扱品品目は42,387品目で、衣料品・住居関連品は絞り込んだ一方で食料品は10,507品目と充実させている。建て替え後は1階に設けられた食品売場を強化。鮮魚部門では刺身や寿司などの即食商品を拡充。青果部門では店頭の素材を用いたジュースやサンドイッチなどで果物を手軽に楽しめるコーナーを設置。精肉部門では近江牛や平和堂独自ブランドの「あじわい牛」を販売し、滋賀県産の牛肉だけを扱うようにした。総菜部門では鉄板を使って店内で調理したメニューを提供する「テッパンキッチン」コーナーを設置。また、加工食品も健康志向の商品を積極的に取り入れ、売場の各所でコーナーを設置した。叶 匠壽庵が専門店として入るが、茶寮や百貨店のみで出店してきた叶 匠壽庵がスーパーマーケットに入るのは初めてである。
2階は衣料品のほか、化粧品や医薬品などの売り場を展開するが、主通路に沿って歩けばフロア全体に回遊できるようにしたワンウェイのフロアレイアウトを採用している。
平和堂石山では地域コミュニティ創出に注力。1階には約80席のイートインスペースが設置されたが、このイートインスペースで専門店と協力しながら料理教室や絵本の読み聞かせなどのさまざまな企画を行う「毎日イベント」を開催して近隣住民との交流に取り組む。また、地域活性化の拠点になることを目指し地域住民が利用できる「コミュニティルーム」を設置された。
店舗外観も工夫を凝らし、駐車場側入口は人との「輪」をイメージしたデザイン（1階）と石山寺や瀬田の唐橋をイメージした街並みの絵（2階）が描かれている。商店街側入口は見る角度によってデザインが変わるイラストを設け、夜は8色のグラデーションの光で街を照らす（使用した照明はTOKISTARの「クロマスタウォッシュ」）。

### 基本情報
- 住所：滋賀県大津市松原町13番15号[4]
- 建物：鉄骨造り4階建て[4]
- 駐車場：170台[4]
- 営業時間：9時30分 - 21時00分[3][4]

### 専門店
- FREYJA - ダイエットパーソナルジム
- ペッピーキッズクラブ - 子ども英会話
- パソコン教室わかるとできる - パソコン教室
- かめやクリーニング - クリーニング
- アトリエゆう - リフォーム
- カーブス - フィットネスクラブ
- HAIR SALON IWASAKI - 美容室
- メガネ・時計 オオサワ - 貴金属
- ダイソー - 100円ショップ
- 粉もん おかちゃん - お好み焼き・たこ焼き
- 叶 匠壽庵 - 和菓子
- げんさん - 精肉
- パン工房バオバブの木・バオバブスタンド[10] - ベーカリー・喫茶・軽食
- 不二家 - ケーキ・洋菓子

## 立地
商圏は大津市や草津市の人口密度が高い地域としている。石山駅は都市部へのアクセスに優れ、マンションの建設が進み人口が増加している。周辺人口は30-40代が多く、旧平和堂石山店ではシニア層の利用が中心だったが、リニューアルオープン後は商圏内で増加している若いファミリー層の取り込みを狙った。
競合店はマツヤスーパー大津美崎店やフレスコ国分店があるが、衣料品や住居関連品を扱う店は近隣には少ないため、地域からの要望もあり総合スーパーとして出店している。また、2020年（令和2年）8月に西武大津店が閉店したため、それに対する需要拡大を視野に入れて銘品や衣料の品ぞろえを充実させている。叶 匠壽庵が平和堂石山に入店したのも西武大津店の閉店により、顧客から不便になるとの声が上がったことによるものである。

## 歴史

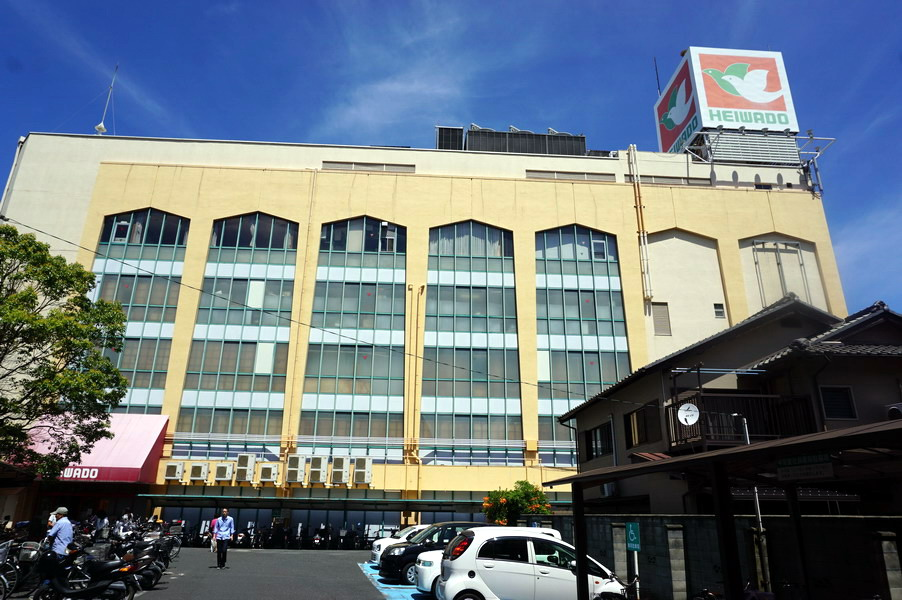
平和堂石山店（当店舗の前身。2018年8月閉店）

1970年（昭和45年）9月に前身となる平和堂石山店が開店した。このときは鉄筋コンクリート造り5階建てで店舗面積約14,266平方メートルの建物であった。売り場面積は石山商店街にある他の店の全売り場面積よりも広く、商店街にとっては売上高減少の懸念をもたらした。また、店舗の建物が日照権を侵害するとして近隣住民から大津人権擁護委員会に訴えがあり、滋賀県内では初めての日照権紛争になった。階の構成は一階：食料品、二階：衣料品、三階：婦人用品、四階：玩具・文具などで、そのほか専門店が40店ほど入った時期がありこの店内で買い物全部できるようにする狙いがあった。五階に一時期直営でボウリング場が設けられことがあった。
その後、開店から48年を経て建物の老朽化や耐震への対応などが問題となり、新しい店舗に生まれ変わることが決定。2018年（平成30年）8月19日をもって閉店した。2018年8月26日からリニューアルオープンするまでは食料品および日用品を取り扱う鉄骨造り平屋建（面積約942平方メートル）の仮設店舗が開店。2020年（令和2年）11月12日に「平和堂石山」が平和堂石山店の跡地にリニューアルオープンした。

### 年表
- 1970年（昭和45年）9月：前身となる平和堂石山店が開店[5]。同店は鉄筋コンクリート造り5階建てで店舗面積約14,266平方メートルの建物であった[5]。
- 2018年（平成30年）
  - 8月19日：老朽化や耐震問題の影響により、平和堂石山店が閉店[5]。
  - 8月26日：平屋建て（面積約942平方メートル）の仮設店舗を開店[5]。
- 2020年（令和2年）
  - 8月16日：新店舗の最終準備を行うため、仮設店舗を閉店[14]。仮設店舗閉店から現店舗開店までは近隣の平和堂店舗までの送迎バスを週3日運行した[15]。
  - 11月12日：現店舗、平和堂石山が開店[3][11][16]。オープニングセレモニーでは唐橋焼で作られた陶板レリーフの除幕式も行われた[16]。

## 交通アクセス
鉄道
- JR琵琶湖線（東海道本線）石山駅または京阪石山坂本線京阪石山駅下車、徒歩4分[6]。両駅から南東約300メートルの位置にある[4]。

バス
- 近江鉄道バス・京阪バス「松原」停留所下車、徒歩約3分[7]。
- 帝産湖南交通「東レ前」停留所下車、徒歩約3分[7]。